# Danza accademica
La danza accademica è un particolare stile di danza teatrale. Questo tipo di danza si avvale di una tecnica accademica codificata inizialmente dai maestri dell'Académie royale de danse, fondata a Parigi nel 1661 da Luigi XIV di Francia con l'intento di fissare e sviluppare i principi fondamentali dell'arte coreografica. Nell'ambito dell'Académie Royale, il maestro e coreografo Pierre Beauchamp codificò la gran parte dei passi principali e le sei posizioni dei piedi e le cinque delle braccia classiche. Per questo motivo i nomi dei passi della danza accademica sono tutt'oggi in lingua francese.

## Storia della danza classica
La danza ha origini antichissime: ancora prima di sviluppare pienamente il linguaggio, l'uomo si muoveva al suono di strumenti rudimentali o del canto, per celebrare avvenimenti quali il successo nella caccia o addirittura il sorgere del sole o la caduta della pioggia. Presso i popoli antichi la danza era presente in tutte le cerimonie di carattere sociale e religioso.

### La danza nel Medioevo
Nel Medioevo, la danza continuò a vivere in occasioni di feste e si diffuse ben presto anche nelle corti e nei castelli. Poiché eseguire salti, volteggi e capriole era considerato un modo di esibirsi poco aristocratico, i nobili adottarono nelle loro danze gesti e movimenti più composti. Da qui nacque la distinzione tra la danza bassa, più distinta, e la popolana danza alta. La differenza sostanziale tra le due è che nella prima i piedi strisciavano a terra ed i passi erano piuttosto lenti, mentre nella seconda era consentito saltare più in alto e muoversi con maggiore velocità e libertà.

### Diversificazione e specializzazione nel Rinascimento
Tramandate per via pratica durante tutto il Medioevo, solo nel Rinascimento vennero formalmente stabilite le regole per i passi e i movimenti che contraddistinguevano le singole danze. Durante questo periodo, soprattutto in Italia e in Francia, si affermò nelle corti principesche la figura del maestro di ballo, che conferì maggiore prestigio a feste e a cerimonie. Le danze più in voga erano soprattutto di origine italiana o francese, tra le prime ricordiamo: la pavana (lenta), il saltarello (veloce); tra le seconde: la gavotta (moderata), la bourrée (veloce). Nel Cinquecento, si aprirono le prime scuole di danza (la prima in assoluto fu aperta a Milano da Pompeo Diobono) e iniziò l'usanza di ballare in coppia. Dall'unione di danze alte e basse nacque una forma musicale molto importante per la musica strumentale: la suite, cioè una successione di brani di diverso ritmo.
La danza, che fino ad allora aveva avuto solo la funzione di intrattenere gli invitati alle feste, grazie all'opera dei maestri di ballo incominciò ad assumere le caratteristiche di un vero e proprio spettacolo, il balletto, al quale via via parteciparono sempre più ballerini professionisti. 
Questi rappresentavano davanti al pubblico una storia in musica, attraverso una serie di passi, figure e movimenti appositamente pensati, talvolta anche scritti sulla carta e studiati. La persona che decideva i passi ed i ruoli di ogni ballerino, quindi la coreografia, era il maestro di ballo. Nel 1581 in Francia fu allestito il primo "balletto" (in senso moderno) della storia: Le ballet comique de la Reine, ad opera dell'italiano Baldassarre Baltazarini da Belgioioso.

### Alla corte del Re Sole
Fu proprio in Francia che la danza classica si sviluppò maggiormente e si ufficializzò, grazie a Luigi XIV, detto Re Sole. Luigi XIV, tra le tante Accademie istituite per sua volontà, creò nel 1661 anche quella dedicata al ballo, l'Académie Royale de danse. È qui che ha origine la danza classica come la conosciamo oggi. Pierre Beauchamp, maestro e coreografo dell'"Académie", codificò le cinque posizioni classiche (già stabilite in precedenza dai maestri di ballo del Quattrocento e del Cinquecento) assumendole come regola per iniziare e terminare i passi, e fissò le norme per l'esecuzione dei principali passi di danza allora conosciuti stabilendone anche la terminologia.

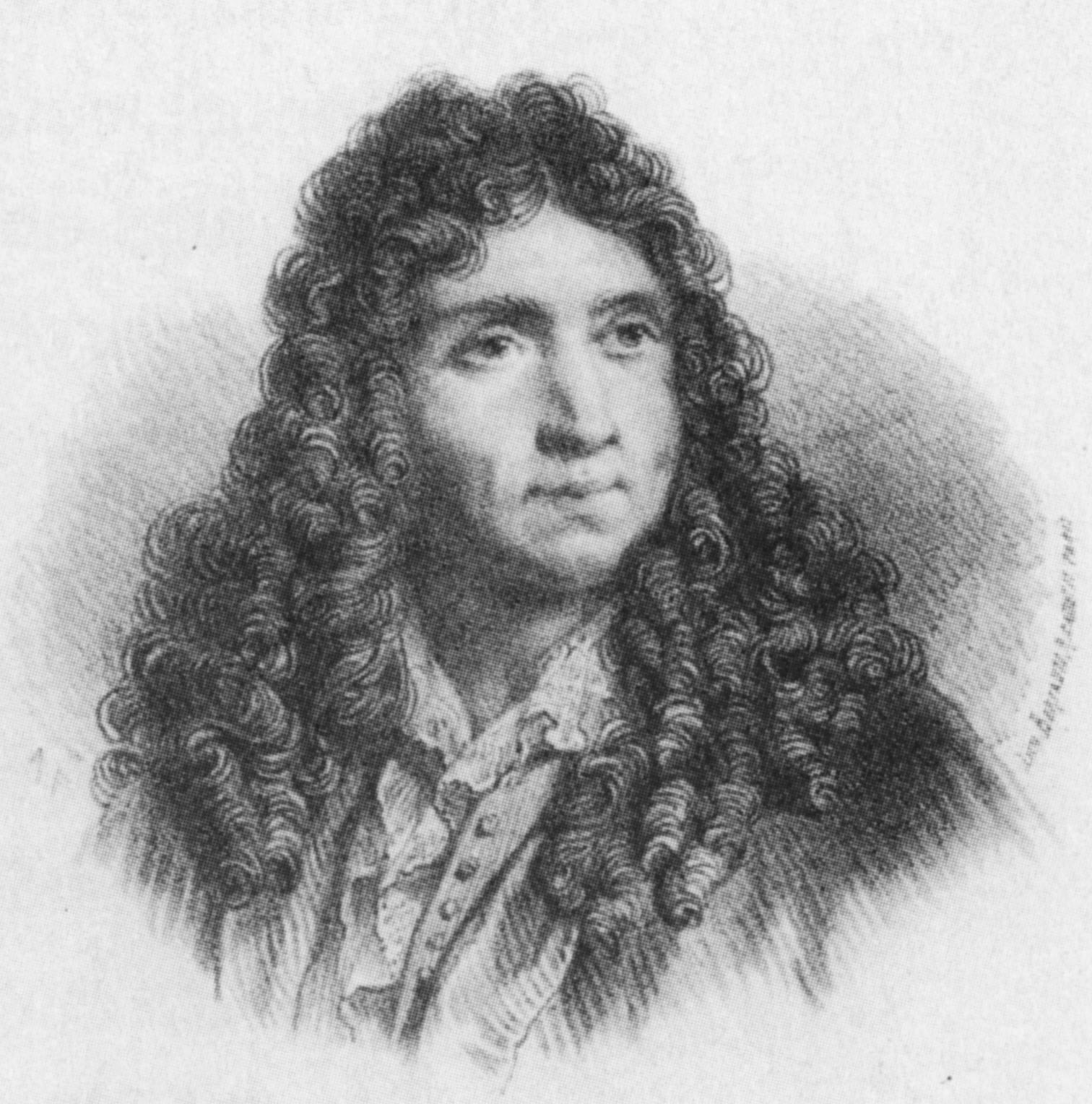
Pierre Beauchamp

All'inizio tutti i danzatori erano uomini. La prima donna a ballare, M.lle de La Fontaine, salì sul palco nel 1681 nel balletto Le Triomphe de l'amour, coreografato da Pierre Beauchamp. Nel 1700 Raoul-Auger Feuillet raccolse in un libro tutte le posizioni e i passi base della danza, ancora oggi utilizzati, pur con le trasformazioni apportate nei secoli successivi.
Nel Settecento la danza classica sviluppò la sua tecnica e ampliò i virtuosismi, soprattutto maschili, fino al punto di scadere nella mera acrobazia. Nel 1735 fu fondata l'Accademia imperiale russa, che darà poi vita alla tradizione del balletto russo.

### Le riforme dell'Illuminismo
A fine secolo, in pieno Illuminismo, vi fu chi si risentì di un tale decadimento e auspicò una riforma perché la danza trovasse forme espressive più genuine e consone alla sua nobile origine e soprattutto non abusasse di movimenti "innaturali": John Weaver, a Londra, eliminò le parole dai suoi spettacoli, cercando di rappresentare i concetti attraverso l'espressività del movimento; i ballerini e coreografi Gasparo Angiolini in Italia e Jean-Georges Noverre in Francia si adoperarono per il balletto pantomimo (Angiolini) e per il "ballet d'action" (Noverre) in concomitanza con la riforma della musica operata da Christoph Willibald Gluck.
Vi fu un rinnovamento estetico anche nei costumi dei danzatori: nel XVIII secolo questi erano coperti da maschere, indossavano grosse parrucche e scarpe col tacco. Le donne indossavano gonne larghe e lunghe, strette nei loro corpetti. Anche gli uomini portavano costumi pesanti e coprenti. Furono due donne a cambiare le cose, considerate le due migliori ballerine della loro epoca: la belga Marie-Anne de Cupis de Camargo scelse scarpe senza tacco, accorciò le gonne rendendole meno ingombranti e abbandonò le maschere; la sua rivale, Marie Sallé, abbandonò i pesanti costumi per abiti di velo leggero, simili alle tuniche greche. Il corpo delle danzatrici venne gradatamente liberato dalle lunghe gonne ingombranti sorrette dai "paniers" e dai corpetti stretti. Allo stesso tempo, Noverre riformò il balletto togliendo parrucche, abiti goffi, movimenti legati a regole rigide e precise e cercò di restituire libertà di movimento al corpo.

### L'Ottocento: prende forma il balletto classico

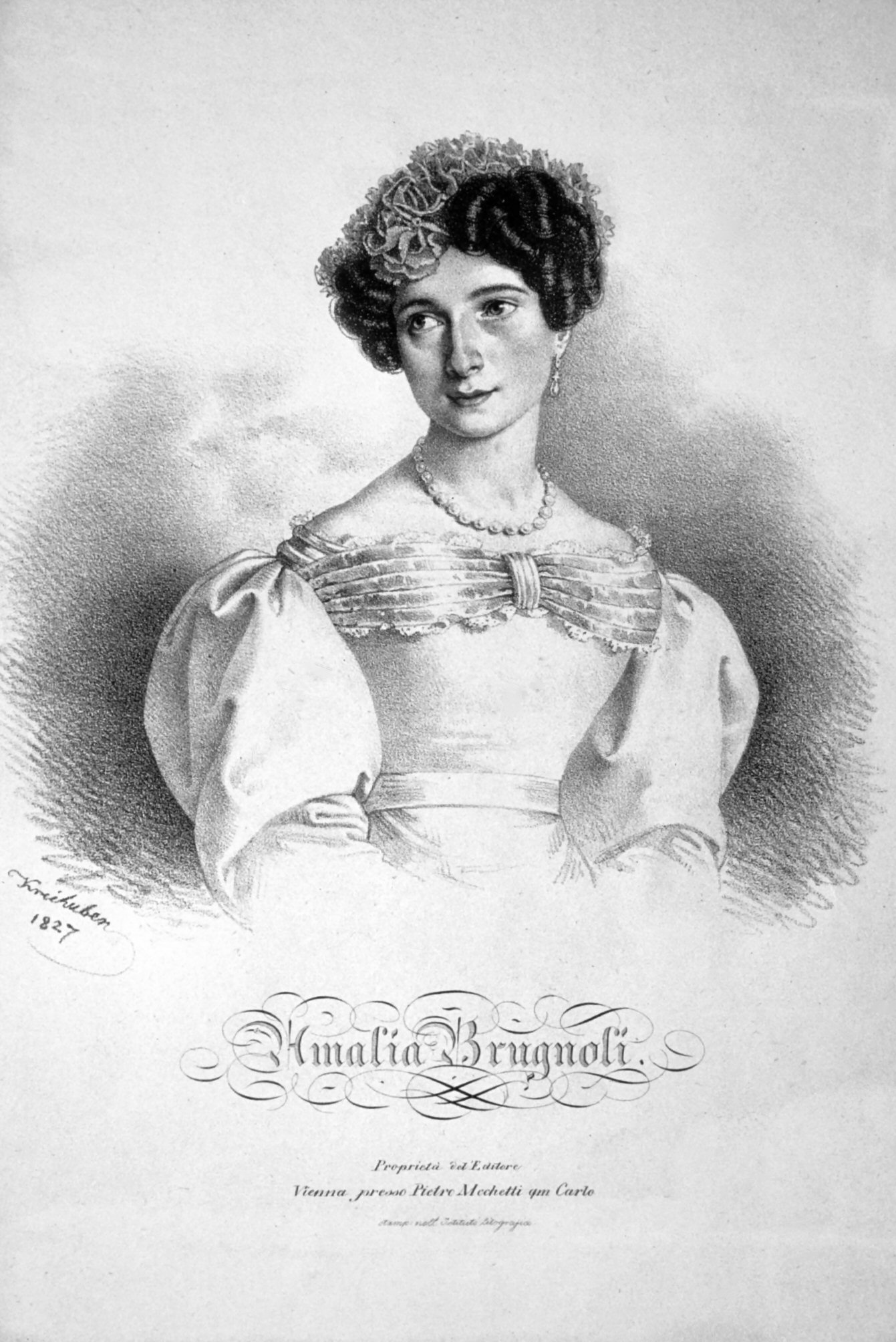
Amalia Brugnoli (1802-1892)

Nell'Ottocento, secolo nel quale la danza femminile prevalse su quella maschile, le gambe iniziarono a divenire visibili, e poco dopo la metà del secolo venne introdotto un gonnellino più corto, il tutù e iniziarono ad apparire le scarpette da punta. La tecnica delle punte viene avviata nel 1823, per lo più per due o tre passaggi, ad opera della danzatrice italiana Amalia Brugnoli nel balletto La fée et le chevalier, coreografia di Augusto Vestris, celebre danzatore e virtuoso.
Nel 1828 vennero inserite per la prima volta nei balletti delle "prese" della danzatrice da parte del partner. 
Negli anni del Romanticismo il balletto subì il fascino di personaggi, scenari, temi letterari caratterizzati da situazioni tragiche e sentimenti esasperati, così come da ambientazioni fantastiche o tratte da leggende e temi medioevali, in cui facevano la loro comparsa creature magiche, spesso alate, così come fate o spiritelli.

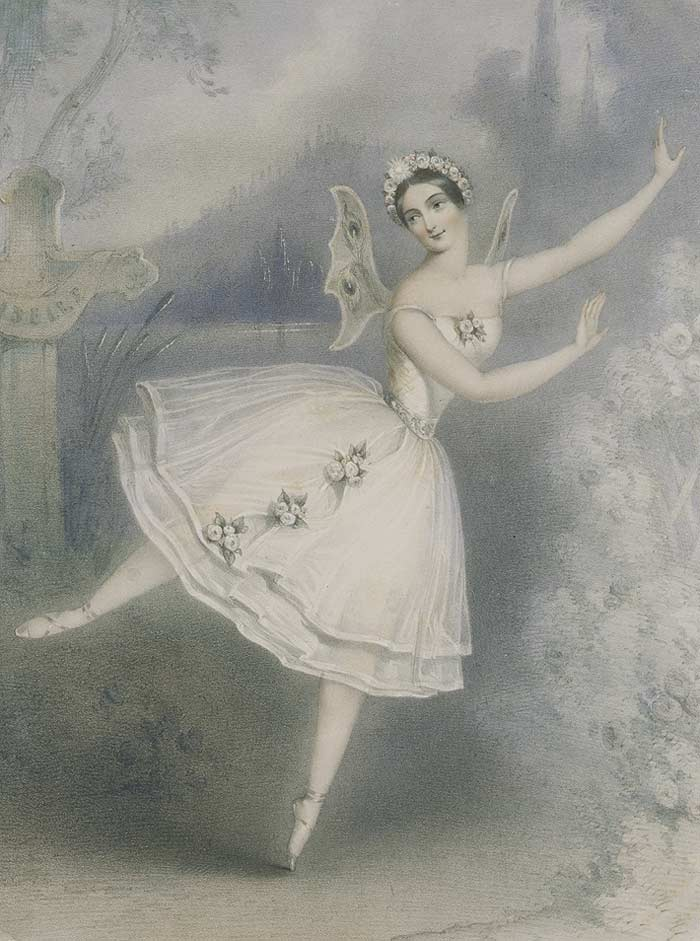
Carlotta Grisi in "Giselle", 1841

Nel 1832, per la prima volta, Maria Taglioni danzò l'intero balletto La Sylphide, coreografia del padre Filippo Taglioni, sulle punte. La Sylphide cambiò moltissimo lo stile dei balletti nella tecnica, nella storia e nei costumi e in un certo senso ispirò uno dei grandi capolavori romantici del balletto: Giselle, interpretato per la prima volta all'Opéra di Parigi nel 1841 da Carlotta Grisi. Anche qui il tema del sovrannaturale è dominante. Nel secondo atto di Giselle i fantasmi delle Willi indossano il tutù bianco già reso popolare da La Sylphide. In occasione della prima rappresentazione del balletto nel 1832, vennero sperimentate innovazioni teatrali che avrebbero influenzato gli allestimenti nel secolo successivo. Il costumista Eugéne Lamy disegnò per la Taglioni il primo tutù bianco lungo fino alle ginocchia, con due piccole ali applicate all'altezza delle scapole, le scarpette da punta rosa adottate per dare l'impressione che la danzatrice si alzasse sulle punte per volare ed infine l'acconciatura “à bandeaux”.

### L'inizio del Novecento e l'influenza della Russia
In Russia, il coreografo Marius Petipa ed il musicista Pëtr Il'ič Čajkovskij diedero origine ad alcuni balletti classici famosissimi: Il lago dei cigni, La bella addormentata e Lo schiaccianoci.
La compagnia dei Ballets Russes di Sergej Djagilev, fra il 1909 e il 1929 è artefice di una vera e propria rivoluzione in senso moderno della danza classica, con l'assunzione di movimenti non canonici, per non dire addirittura "antiaccademici" e una forte rivalutazione delle potenzialità espressive e drammatiche della danza.
Negli Stati Uniti d'America, nel 1934 George Balanchine fonda la School of American Ballet. 
Più tardi, nel 1947, insieme a Lincoln Kirstein Balanchine fonda la Ballet Society che diventerà l'anno successivo (1948) il New York City Ballet. In seguito nascono tante compagnie di balletto in altrettante città nordamericane: il National Ballet of Canada, a Toronto nel 1951, Les Grands Ballets Canadiens, a Montréal nel 1952, il Pennsylvania Ballet, a Filadelfia nel 1963 e lo Houston Ballet nel 1963.
Nel 1956 le grandi compagnie russe, come la compagnia del Bol'šoj o la compagnia del Teatro Kirov (ora Teatro Marijnskj), cominciarono ad esibirsi in occidente. L'intenso spirito drammatico e il grande virtuosismo tecnico dei danzatori russi ebbero un fortissimo impatto sul pubblico. È importante citare i grandi nomi di Rudol'f Nureev, diventato poi direttore artistico del Ballet de l'Opéra de Paris, di Natalija Makarova o di Michail Baryšnikov, poi direttore dell'American Ballet Theater, a New York.

### La nascita della danza moderna
A partire dagli anni '60 all'interno dei balletti furono inseriti virtuosismi atletici, ritmi moderni e temi attuali. Molti balletti classici cominciarono ad essere accompagnati da musica Jazz o dal Rock 'n' roll; questa alterazione diede impulso allo sviluppo della danza moderna.
Recentemente lo sfumarsi delle differenze tra danza classica e ginnastica artistica ha portato all'apparizione di correnti tradizionaliste.
La danza classica è alla base di tutti i vari stili che si sono venuti a creare dopo, infatti, all'interno di questi stili, si possono riconoscere molti dei passi derivati da essa.

## Principi della danza classica

### L'«en dehors»
La danza classica è una danza d'école basata sul principio fondamentale dell'"en dehors" (in fuori/verso l'esterno). Utilizzando l'en dehors le gambe devono mostrare al pubblico la loro parte interna e per fare questo la coscia deve ruotare all'esterno di 90° rispetto all'asse del corpo. Si raggiunge più facilmente l'en dehors, che equivale alla rotazione del femore verso l'esterno, stringendo i muscoli che formano la cintura addominale e i glutei e mantenendo la colonna vertebrale eretta.
L'en dehors non è una semplice convenzione, ma è necessario per dare agli arti inferiori del danzatore libertà di movimento in ogni direzione, permettendo alla testa del femore di ruotare liberamente e completamente nel suo acetabolo. La posizione si ottiene dopo anni di studio ed è legata alla conformazione fisica di ogni danzatore. Un buon en dehors si ottiene eseguendo particolari esercizi studiati apposta per ruotare la coscia al massimo verso l'esterno, e quindi per un verso rafforzando i muscoli rotatori della coscia e per l'altro aumentando la flessibilità dei tendini dell'anca.

### Il resto del corpo
La testa deve essere in linea sulla stessa verticale dei piedi, in posizione naturale. Inoltre è fondamentale la postura del busto, che deve essere sempre eretto e allungato verso l'alto. Le spalle devono essere tenute abbassate e aperte, il collo sostenuto in allungamento; per le scapole, esistono almeno due filoni di pensiero: uno le vuole appiattite alla schiena e l'altro le utilizza in modo dinamico. È importante posizionare la linea delle spalle sempre in linea con i fianchi, con i muscoli addominali contratti, il bacino in retroversione e un costante mantenimento dell'"en dehors" delle cosce
Questa posizione, che può sembrare innaturale, è però necessaria a mantenere la linea e l'equilibrio del ballerino durante le evoluzioni.

## La sala
La sala dove si eseguono gli esercizi di danza è caratterizzata da: 
- Parquet di legno anti-trauma, costruito in modo tale da poter ammortizzare il peso dei ballerini, soprattutto durante i salti, senza danneggiare le articolazioni. (sempre più spesso ricoperto da un tappeto in PVC per dare maggiore sicurezza e comfort. L'alternativa al pavimento in legno è il tappeto semi-ammortizzante di 8,5 mm di spessore).

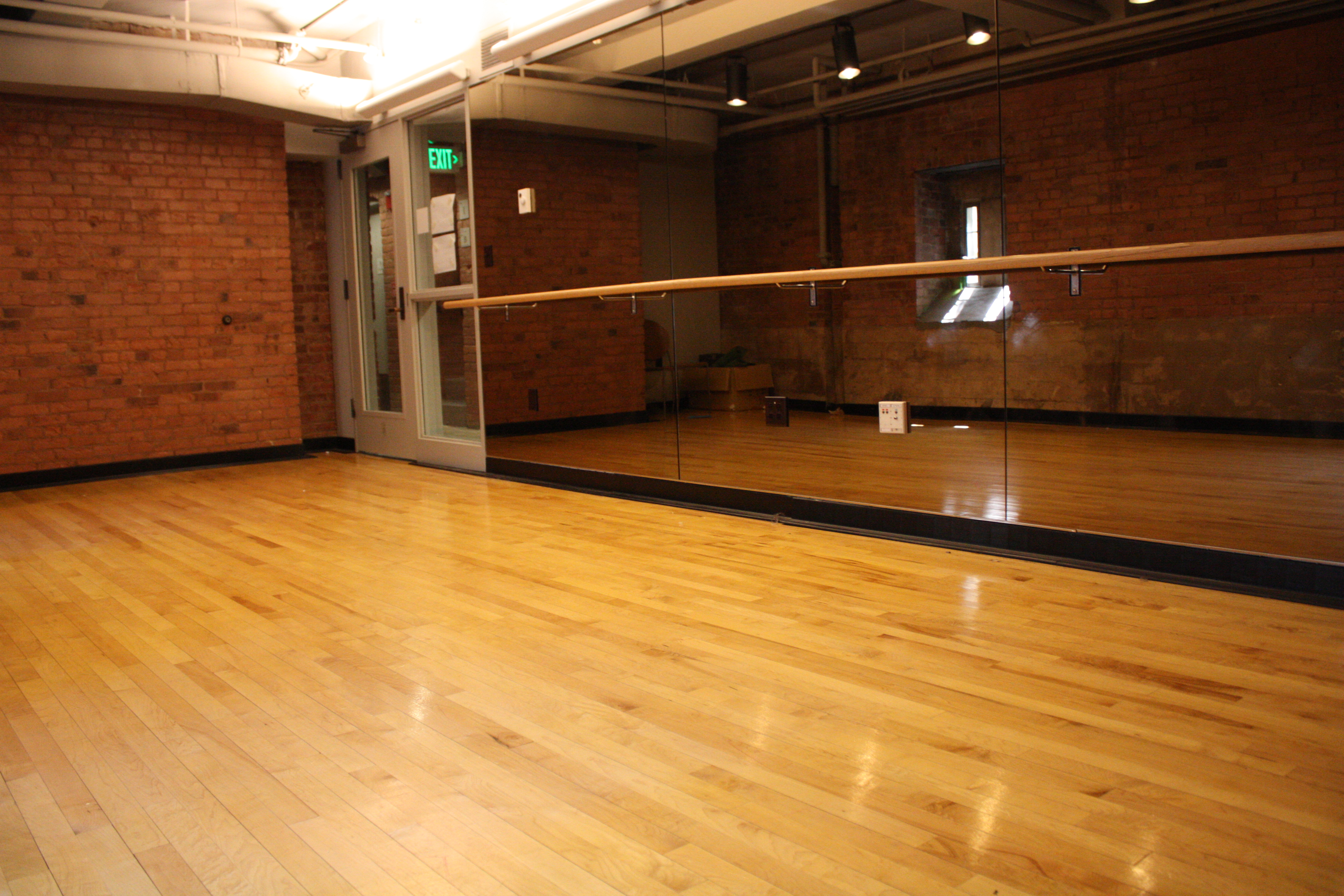
Sala per esercitazioni di danza.

- Specchio, che serve principalmente per controllare meglio i propri movimenti.
- Sbarra, dove i ballerini eseguono la loro lezione.

### La lezione di danza
Secondo la tecnica accademica, la lezione di danza inizia con l'esercizio alla sbarra, dove vengono eseguiti quei movimenti che rendono flessibili le giunture, allungano e rafforzano i muscoli, perfezionano l'equilibrio. Nella seconda parte della lezione si eseguono esercizi au milieu (al centro) si affrontano combinazioni di passi senza l'aiuto della sbarra: port de bras, adagio, pirouettes, per le donne punte e virtuosismi, ed infine l'allegro (i salti). 
La lezione viene chiusa per tradizione con l'esecuzione da parte degli allievi della révérence (inchino) rivolta all'insegnante.

## I metodi
I metodi di insegnamento e gli stili della danza classica sono vari. I principali sono i seguenti.
- Metodo cubano, ideato da Alicia Alonso e attuale direttrice Ramona De Saa Bello.
- Metodo russo o metodo Vaganova: porta il nome della danzatrice e maestra Agrippina Vaganova.
- Metodo inglese: proprio della Royal Academy of Dance.
- Metodo danese o metodo Bournonville: ideato dal grande coreografo August Bournonville nel XIX secolo.
- Metodo italiano o metodo Cecchetti: ideato dal maestro Enrico Cecchetti.
- Metodo americano o metodo Balanchine: il più recente, deriva dalla scuola russa importata in America dal grande coreografo George Balanchine.
- Stile francese: non è propriamente un metodo; prende spunto dal metodo italiano ma con una maggiore attenzione rivolta alla morbidezza delle linee delle braccia.

## Le sei posizioni di base
Le prime cinque posizioni classiche (già in parte stabilite dai maestri di ballo del Quattrocento e del Cinquecento), sono state codificate da Pierre Beauchamp nel XVIII secolo. La sesta posizione è stata introdotta da Serge Lifar nel XX secolo. 
Tutte le posizioni vengono eseguite con le gambe tese, i glutei contratti, il petto rilassato non in fuori, gli addominali tenuti e le caviglie sostenute. 
Le posizioni sono:
- Prima posizione

I piedi ruotati "en dehors" sono allineati fra loro con le punte rivolte lateralmente, con le gambe ben tese, ginocchia e talloni uniti. 
- Seconda posizione

Come la prima posizione, ma i piedi sono distanziati fra loro da uno spazio equivalente alla lunghezza di un piede.
- Terza posizione

I piedi mantengono la rotazione delle posizioni precedenti, e si posizionano in modo da far toccare i talloni fra di loro, uno di fronte all'altro. La posizione si dirà destra o sinistra a seconda del piede che sta davanti.
- Quarta posizione

È un approfondimento dell'incrocio fra le gambe della posizione che precede: i piedi si posizionano uno di fronte all'altro, con il tallone del piede avanti in linea con la punta di quello dietro. La posizione si dirà destra o sinistra a seconda del piede avanti.
- Quinta posizione

Come la quarta posizione, tenendo i piedi uniti, senza distanza tra loro. La posizione si dirà destra o sinistra a seconda del piede avanti.
- Sesta posizione

I piedi sono paralleli, uniti, non si ha "en dehors". Questa posizione si chiama anche prima parallela.
La prima posizione parallela è una posizione di comodità che serve solo per il riscaldamento (solo ad alcuni insegnanti) ma che è stata usata anche da taluni coreografi neo-classici, in seno a sequenze classiche, per creare un contrasto stilistico con i passi "en dehors" (Lifar, Balanchine).
La terza posizione è stata ormai abolita in scena e viene usata nella pratica del balletto solo come introduzione alla quinta posizione e quindi nei primi anni di studio.
Essendo una posizione abbastanza naturale, è quella che veniva usata nelle danze barocche, le quali non conoscevano la quinta, cioè il forzoso incrocio delle gambe al massimo dell'"en dehors". La quinta posizione venne infatti introdotta solo nel settecento, nel periodo in cui si iniziò a sviluppare l'aspetto tecnico e virtuosistico della danza accademica, che con il tempo si è avvicinato sempre di più alla vera e propria acrobazia.

## Le posizioni delle braccia
Le braccia devono essere ben sostenute, con le mani morbide e le dita raccolte in modo che l'indice si trovi leggermente più avanti di tutte le altre dita mentre il pollice va tenuto all'interno della mano, verso il palmo. In tutte le posizioni le braccia devono avere una forma circolare.
La numerazione delle posizioni cambia a seconda del metodo seguito.
L'elenco seguente è quello adottato dal metodo Cecchetti, cui si rifanno sotto questo profilo anche il metodo Balanchine e quello Bournonville:
- Bras Bas (o "Preparazione")

Le braccia assumono una forma arrotondata lungo i fianchi, appena davanti al busto. I palmi sono morbidamente rivolti verso l'alto come se dovessero sostenere due mandarini.
Nel metodo Vaganova, questa posizione si chiama Préparation. Nel metodo Cecchetti si chiama anche Quinta en bas. Nel metodo Bournonville, così come in quello Balanchine, le mani vengono tenute più discoste dal corpo, per cui la posizione risulta più larga.
- Prima posizione

Le braccia assumono una forma circolare e vengono tenute davanti al corpo, con le mani a poca distanza una dall'altra, all'altezza delle ultime costole. 
Questa posizione è comune ai tre metodi. Nel metodo Cecchetti viene anche denominata quinta en avant.
- Seconda posizione

Le braccia sono allungate verso l'esterno mantenendo l'altezza della prima posizione. A differenza di quanto si crede, le braccia non vanno alzate né aperte eccessivamente. Qui è come se le braccia mantenessero un grande vassoio: il gomito va leggermente arrotondato e va sempre tenuto più basso delle spalle, come a creare una linea discendente spalla-gomito-polso. Importante: le braccia non devono essere allineate lateralmente al corpo ma tenute leggermente più avanti, per mantenere un maggiore controllo dell'assetto del busto e delle braccia stesse.
Anche questa denominazione è comune ai tre metodi.
- Terza posizione

Un braccio è in quinta posizione, l'altro braccio è in seconda posizione.
Nel metodo Vaganova, questa posizione è chiamata Piccola posa.
- Quarta posizione

Un braccio è arrotondato sopra la testa in quinta posizione, mentre l'altro braccio è allungato verso uno dei due lati del corpo in seconda posizione.
Nel metodo Vaganova, questa posizione si chiama Grande posa.
- Quarta Incrociata

Un braccio è in quinta posizione, l'altro braccio è in prima posizione.
- Quinta posizione

Entrambe le braccia sono arrotondate ma allungate verso l'alto, ad "incorniciare" la testa.
Nel metodo Vaganova, questa posizione viene denominata Terza posizione.

## Alcuni elementi
Tra gli elementi più famosi ci sono l'arabesque, il développé,  l'attitude, il grand battement, il relevé, il plié, le pirouettes, il rond de jambe e molti altri.